# Молепололе (аэропорт)
Аэропорт Молепололе (ИКАО: FBKY) — коммерческий аэропорт, расположенный в Молепололе (Ботсвана).